# Gewerbegebiet (Neuendettelsau)
Gewerbegebiet ([ɡəˈvɛʁbəɡəˌbiːt] ) ist ein Wohnplatz der Gemeinde Neuendettelsau im Landkreis Ansbach (Mittelfranken, Bayern). Der 2013 geschaffene Ort liegt auf der Gemarkung von Neuendettelsau und besteht aus den drei Gewerbeflächen „An der Haager Straße“, „Fürschlag I“ und „Fürschlag II“.

## Geographie
Unmittelbar südlich des Gewerbegebietes entspringt der Watzendorfer Bach. Eine Gemeindeverbindungsstraße führt nach Neuendettelsau (1,5 km südwestlich) bzw. die Staatsstraße 2410 kreuzend nach Haag (0,7 km nordöstlich).

## Religion
Die Einwohner evangelisch-lutherischer Konfession sind nach St. Nikolai (Neuendettelsau) gepfarrt, die Einwohner römisch-katholischer Konfession nach St. Franziskus (Neuendettelsau).